# 5월 4일
5월 4일은 그레고리력으로 124번째(윤년일 경우 125번째) 날에 해당한다.

## 사건
- 1415년 - 신성로마제국, 종교 개혁가 존 위클리프와 얀 후스가 콘스탄츠 공의회에서 이단이라는 비난을 받다.
- 1886년 - 미국 일리노이주 시카고에서 헤이마켓 사건이 일어나다.
- 1904년 - 태평양과 대서양을 잇는 파나마 운하 착공.
- 1919년 - 5·4 운동: 중국 천안문 광장에서 반일운동이 시작되다.
- 1942년 - 제2차 세계 대전·태평양 전쟁: 산호해 해전이 시작되다.
- 1970년 - 베트남 전쟁: 켄트 주립대학교 발포 사건으로 4명이 사망하고 9명이 부상당하다.
- 1979년 - 영국 총선거에서 보수당이 압승, 마거릿 대처가 첫 여자 수상이 되다.
- 1982년 - 대한민국, 장영자·이철희 부부가 어음 사기 사건으로 구속되다.
- 1989년 - 미국 항공우주국 금성 탐사선 마젤란호의 발사가 성공하였다.
- 2003년 - 미국 캘리포니아주에서 발사된 소유스 우주선이 국제 우주 정거장에서 2명의 미국인 우주비행사와 1명의 러시아인 우주비행사를 태우고 귀환하다.
- 2008년 - 대한민국, 보령 바닷물 범람 사고가 발생했다.
- 2013년 - 대한민국, 숭례문이 복구를 마치고 일반에 개방되었다.
- 2018년 - 스웨덴, 한림원이 미투 운동 여파로 인하여 2018년 노벨 문학상 개최 및 시상을 취소하다.

## 문화
- 1982년 - 대한민국 바둑 사상 처음으로 조훈현이 9단 입신에 오르다. (1962년 10월에 입단하여 1982년 6월에 9단에 오름)

## 탄생
- 1008년 - 프랑크족의 왕 앙리 1세. (~1060년)
- 1654년 - 청나라의 제4대 황제 강희제. (~1722년)
- 1655년 - 이탈리아의 악기제조자이자 피아노의 발명가 바르톨로메오 크리스토포리. (~1731년)
- 1801년 - 미국의 사업가 새뮤얼 보건 메릭 (~1870년)
- 1870년 - 일본의 사학자 도리이 류조. (~1953년)
- 1881년 - 러시아 혁명가, 총리 알렉산드르 표도로비치 케렌스키. (~1970년)
- 1886년 - 대한민국의 독립운동가 강기덕. (~?)
- 1904년 - 이집트의 가수, 영화배우 움 쿨숨. (~1975년)
- 1916년 - 미국의 도시계획가 제인 제이콥스. (~2006년)
- 1918년 - 일본의 정치가 다나카 가쿠에이. (~1993년)
- 1920년 - 일본의 야구 선수 나카타니 노부오. (~1992년)
- 1925년 - 헝가리의 전 축구 선수, 현 축구 감독 부잔스키 예뇌. (~2015년)
- 1928년 - 이집트의 대통령 호스니 무바라크. (~2020년)
- 1929년 - 영국의 영화 배우 오드리 헵번. (~1993년)
- 1930년
  - 대한민국의 교육공무원 김영식. (~2022년)
  - 대한제국의 황족 이해경.
- 1932년 - 캐나다의 저술가, 작가, 사학자 자크 라쿠르시에르. (~2021년)
- 1940년 - 미국의 의사, 소설가 로빈 쿡.
- 1943년 - 미국의 정치인, 시애틀의 첫 흑인 시장 노먼 라이스.
- 1944년 - 미국의 성우 루시 테일러. (~2019년)
- 1947년 - 대한민국의 정치인 김진표.
- 1948년 - 미국의 산악학자 리처드 B. 헤이스. (~2025년)
- 1949년 - 대한민국의 교사 출신 교육감 신정균. (~2013년)
- 1954년 - 대한민국의 영화배우 남윤정. (~2012년)
- 1958년 - 미국의 예술가 키스 해링. (~1990년)
- 1962년 - 캐나다의 배우 진 윤.
- 1963년 - 대한민국의 방송 기자 손지애.
- 1964년
  - 대한민국의 배우 박유승.
  - 대한민국의 배우 김승환.
- 1966년 - 대한민국의 정치인 정문헌.
- 1967년
  - 일본의 성우 야지마 아키코.
  - 미국의 정치인 로니 잭슨.
- 1968년
  - 대한민국의 군인 강신철.
  - 이탈리아의 펜싱 선수 프란체스카 보르톨로치.
- 1970년 - 캐나다의 배우 윌 아넷.
- 1971년
  - 러시아의 유도 선수 니콜라이 오제긴.
  - 중화인민공화국의 배우 위허웨이.
- 1972년
  - 러시아의 유도 선수 마리나 코브리기나.
  - 미국의 펑크록 밴드 그린데이의 멤버 마이크 던트.
- 1975년
  - 대한민국의 예능 프로듀서 김태호.
  - 대한민국의 영화 감독 장훈.
- 1976년 - 대한민국의 성우 민지.
- 1977년 - 대한민국의 래퍼 김형준 (태사자).
- 1978년
  - 일본의 성우 오노 다이스케.
  - 미국의 리포터, 방송인 에린 앤드루스.
- 1979년
  - 대한민국의 배우 이도은.
  - 대한민국의 가수 숙행.
  - 미국의 장거리 달리기 선수 라이언 셰이.
- 1981년 - 대한민국의 프로 야구 선수 배영수.
- 1982년
  - 대한민국의 가수 이소은.
  - 대한민국의 가수 자두 (더 자두).
  - 대한민국의 야구 선수 이우민.
  - 대한민국의 가수 한수영.
- 1983년 - 일본의 만화가 안베 마사히로.
- 1984년
  - 중국의 배우 바오베이얼.
  - 대한민국의 가수, 뮤지컬 배우 김장환.
- 1985년 - 브라질의 축구 선수 페르난지뉴.
- 1986년
  - 대한민국의 배우 안재민.
  - 대한민국의 축구 선수 강우람.
- 1987년
  - 대한민국의 전 야구 선수 이상훈.
  - 스페인의 축구 선수 세스크 파브레가스.
- 1988년 - 벨기에의 축구 선수 라자 나잉골란.
- 1989년
  - 대한민국의 스타크래프트2 프로게이머 김태환.
  - 대한민국의 가수, 작곡가 소보.
  - 헝가리의 수영 선수 주르터 다니엘.
- 1990년
  - 일본의 축구 선수 다카하시 슌키.
  - 대한민국의 작곡가 필라.
- 1991년
  - 대한민국의 아나운서 김세연.
  - 대한민국의 아이스하키 선수 김원준.
- 1992년
  - 대한민국의 배우, 미스코리아 한승희.
  - 대한민국의 가수 이우 (매드타운).
- 1993년
  - 키르기스스탄의 레슬링 선수 아이술루 티니베코바.
  - 일본의 축구 선수 야마미치 고헤이.
  - 대한민국의 가수 김진용.
- 1994년
  - 대한민국의 가수 소연 (라붐).
  - 일본의 배우 이토 사이리.
  - 대한민국의 야구 선수 송준석.
  - 대한민국의 가수 전소현.
  - 중화인민공화국의 육상 선수 주야밍.
  - 미국의 싱어송라이터 레이린.
- 1995년
  - 대한민국의 가수 허찬 (빅톤).
  - 대한민국의 배우 안예인.
- 1996년 - 대한민국의 가수 임세준.
- 1997년
  - 대한민국의 배우 최우혁.
  - 대한민국의 축구 선수 함영준.
- 1998년
  - 대한민국의 축구 선수 하승운.
  - 대한민국의 축구 선수 황준호.
- 1999년 - 대한민국의 가수 이수현 (AKMU).
- 2000년 - 대한민국의 치어리더 목나경.
- 2001년 - 대한민국의 가수 퀸동주.
- 2004년 - 대한민국의 축구 선수 손승범.
- 2009년 - 덴마크의 왕자 몽페자 백작 헨리크.
- 2010년 - 미국의 배우 브루클린 프린스.

## 사망
- 1392년 - 고려의 문신, 성리학자 정몽주. (1337년~)
- 1471년 - 영국의 국왕 헨리 6세의 아들 웨스트민스터의 에드워드. (1453년~)
- 1519년 - 피렌체의 통치자 로렌초 2세 데 메디치. (1492년~)
- 1945년 - 2차 세계 대전에서 활약한 독일의 군인 페도어 폰 보크. (1880년~)
- 1961년 - 프랑스의 철학자 모리스 메를로퐁티. (1908년~)
- 1973년 - 대한민국의 조각가 권진규. (1922년~)
- 1973년 - 동독의 정치인 안톤 아커만. (1905년~)
- 1980년 - 유고슬라비아의 대통령 요시프 브로즈 티토. (1892년~)
- 2002년 - 조선민주주의인민공화국 태생 대한민국의 군인 이웅평. (1954년~)
- 2022년 - 대한민국의 정치인 백남기. (1947년~)
- 2023년 - 대한민국의 정치인 정현복. (1950년~)
- 2024년
  - 대한민국의 연극인 임영웅. (1936년~)
  - 대한민국의 군인 정안호. (1961년~)
  - 일본의 영화배우 카라 주로. (1940년~)
  - 미국의 화가 프랭크 스텔라. (1936년~)

## 기념일
- 5·4 운동과 관련한 중화권의 기념일
  - 중화인민공화국 청년의 날
  - 중화민국 문화예술의 날
- 부처님 오신 날 - 2055년
- 일본 녹색의 날 - 2007년 이후
- 스타 워즈의 날(May the 4th be with you) : 영어권 국가에서는 5월 4일을 스타워즈 데이라 부르며 기념하고 있다. 영화 스타 워즈의 명대사인 'May the Force be with you'(포스가 당신과 함께하기를!)에서 May the 4th와 비슷한 발음이 들리는 것에서 착안한 것.

## 기타
- 명탐정 코난 주인공인 쿠도 신이치(工藤新一)의 생일

## 같이 보기
- 전날: 5월 3일 다음날: 5월 5일 - 전달: 4월 4일 다음달: 6월 4일
- 음력: 5월 4일
- 모두 보기